# 雷顿 (佛罗里达州)
雷顿（英語：Layton），是美国佛罗里达州下属的一座城市。建立于1963年。面积约为700平方公里（约合200平方英里）。根据2010年美国人口普查，该市有人口18400人。论人口在本州排行第39。